# Nerobefehl
Adolf Hitlers Befehl betreffend Zerstörungsmaßnahmen im Reichsgebiet vom 19. März 1945 wurde in der Endphase des Zweiten Weltkriegs erlassen: Später kurz Nerobefehl genannt, ordnete er nun auch im Reichsgebiet die „Taktik der verbrannten Erde“ an, wie sie bereits in deutschen Eroberungs- und Besatzungsgebieten unter der beschönigenden Bezeichnung „ALRZ“ (Auflockerungs-Räumungs-Lähmungs-Zerstörungsmaßnahmen) praktiziert worden war: Wo mittlerweile die Truppen der Anti-Hitler-Koalition vorrückten („Alliierte“), sollte ihnen nur unbrauchbare Infrastruktur in die Hände fallen.
Die in der deutschen Geschichtsforschung übliche Bezeichnung „Nerobefehl“ findet man gedruckt erstmals 1957 bei Friedrich Blumenstock und 1960 in den von Albert Wucher verfassten Teilen von Knaurs Deutsche Geschichte: Der Begriff spielt auf den römischen Kaiser Nero an, dem unterstellt wurde, den Großen Brand Roms 64 nach Christus zur Förderung seiner städtebaulichen Pläne selbst herbeigeführt zu haben, was allerdings historisch unzutreffend ist.
Hitlers Nerobefehl wurde teils bewusst unterlaufen – unter anderem durch den zuständigen Reichsminister für Bewaffnung und Munition Albert Speer – oder war im Chaos der letzten Kriegstage nicht mehr ausführbar. Reichspräsident Karl Dönitz schließlich untersagte am 6. Mai 1945 die endgültige oder zeitweise Zerstörung von Industrie- und Infrastrukturanlagen und hob damit den entsprechenden Befehl auf.

## Hitlers Befehl

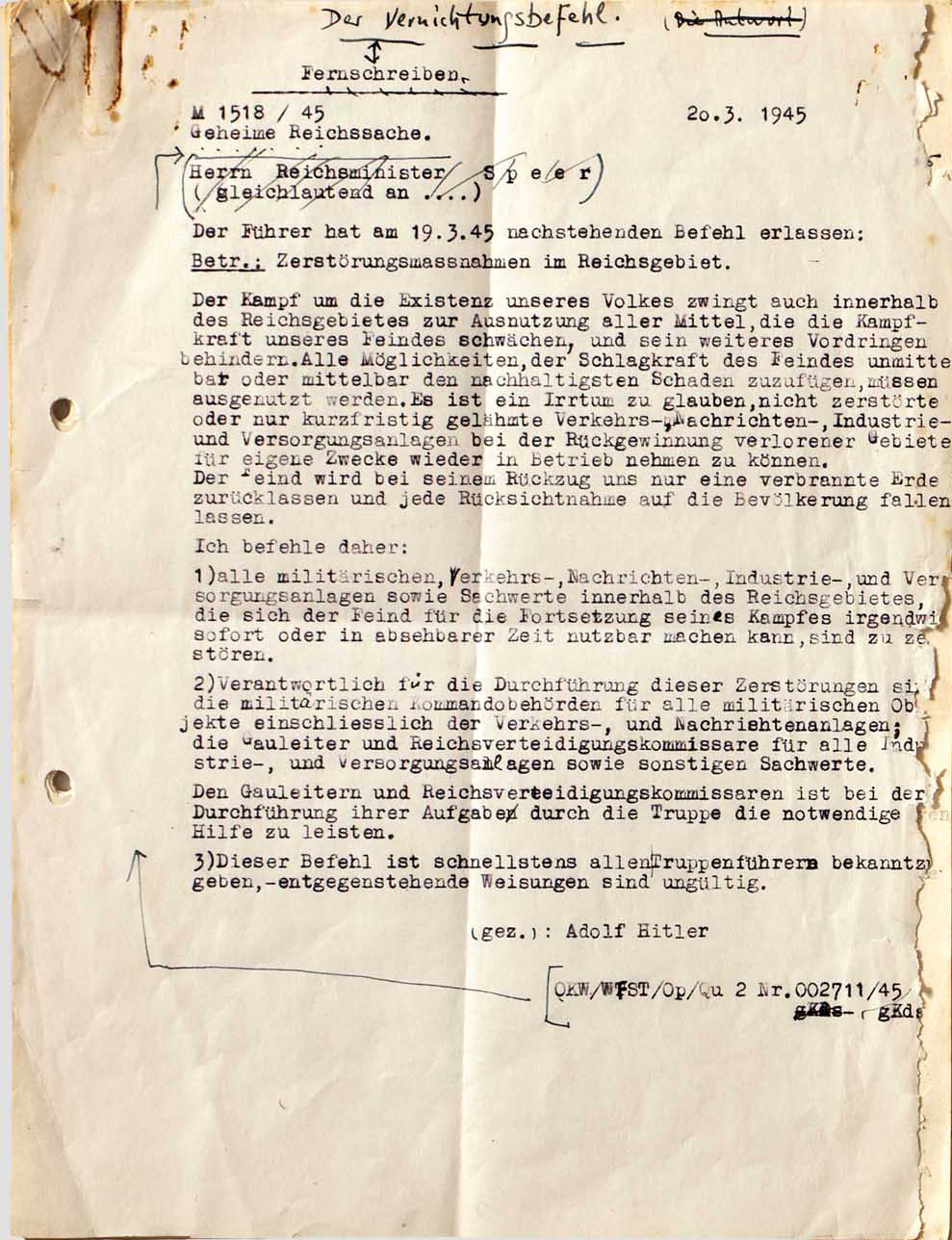
Der „Nerobefehl“

Der Befehl zu Zerstörungsmaßnahmen im Reichsgebiet wurde am 19. März 1945 von Hitler unterzeichnet (siehe Führererlass), als Geheime Kommandosache vom Oberkommando der Wehrmacht (OKW) verbreitet und ist als Fernschreiben an Speer dokumentiert. Darin heißt es:

„[…] Es ist ein Irrtum zu glauben, nicht zerstörte oder nur kurzfristig gelähmte Verkehrs-, Nachrichten-, Industrie- und Versorgungsanlagen bei der Rückgewinnung verlorener Gebiete für eigene Zwecke wieder in Betrieb nehmen zu können. Der Feind wird bei seinem Rückzug uns nur eine verbrannte Erde zurücklassen und jede Rücksichtnahme auf die Bevölkerung fallen lassen. Ich befehle daher:

1. Alle militärischen Verkehrs-, Nachrichten-, Industrie- und Versorgungsanlagen sowie Sachwerte innerhalb des Reichsgebietes, die sich der Feind zur Fortsetzung seines Kampfes irgendwie sofort oder in absehbarer Zeit nutzbar machen kann, sind zu zerstören. […]“

Diesem Befehl Hitlers war schon am 16. September 1944 ein ähnlicher Grundsatzbefehl Hitlers vorausgegangen, nach dessen Vorgaben der Kampf auf dem eigenen Territorium notfalls bis zur Selbstzerstörung geführt werden müsse: „Es gibt nur noch Halten der Stellung oder Vernichtung.“ Bereits dieser Befehl wird gelegentlich als (erster) Nerobefehl bezeichnet.

## Speers Intervention
Speer verfasste unter Datum vom 29. März 1945 ein Gesuch an Hitler, in dem er bat, den Zerstörungsbefehl zurückzunehmen. Speer gibt dort nach dem Einschub – „wenn ich Sie nicht missverstanden habe“ – in indirekter Rede wieder, was Hitler ihm am Abend des 18. März erklärt habe:

„Wenn der Krieg verloren geht, wird auch das Volk verloren sein. […] Es sei nicht notwendig, auf die Grundlagen, die das Volk zu seinem primitivsten Weiterleben braucht, Rücksicht zu nehmen. Im Gegenteil sei es besser, selbst diese Dinge zu zerstören. Denn das Volk hätte sich als das schwächere erwiesen und dem stärkeren Ostvolk gehöre dann ausschliesslich die Zukunft. Was nach dem Kampf übrigbliebe, seien ohnehin nur die Minderwertigen; denn die Guten seien gefallen.“

Diese Worte Hitlers sind nur in Speers Version überliefert. Der Historiker Max Domarus (1911–1992) bezeichnete sie als nur bedingt authentisch. Hitler habe zwar auch bei anderen Gelegenheiten abfällige Bemerkungen über das deutsche Volk gemacht und es bestehe „kein Zweifel, dass ihm das Schicksal des deutschen Volkes im Grunde gleichgültig war“. Doch habe Hitler Wert darauf gelegt, als Held anerkannt zu werden; er hätte solche Worte niemals öffentlich geäußert. Auch Magnus Brechtken mahnt zum vorsichtigen Umgang mit Speers Darstellung. Die kolportierten Gesprächszitate von Hitlers Reaktionen auf Speers Denkschriften seien Nachkriegsformulierungen, die Hitler als Hauptbösewicht zeichnen sollen. Tatsächlich spart der Nerobefehl derartig verächtliche Gedanken gesichtswahrend aus. Alle Zerstörungsmaßnahmen sollten lediglich den Alliierten (trotz der aussichtslosen militärischen Lage) die Nutzung von Infrastruktur unmöglich machen.
Ende März gelang es Speer schließlich, Hitler zu veranlassen, ihm die Gesamtverantwortung für die Durchführung aller Zerstörungsmaßnahmen zu erteilen und damit die Gauleiter auszuschalten. Dabei waren sich Hitler und Speer einig geworden, dass eine Praxis der „verbrannten Erde“ wie im großräumigen Russland für das eigene Land unzweckmäßig sei und nicht durchgeführt werden solle.
Ian Kershaw stellt dar, dass Hitler sich der Sabotagepolitik seines Rüstungsministers durchaus bewusst war und auch wusste, dass Speer derartige Zerstörungen, wie er sie im Nerobefehl angeordnet hatte, vermeiden wollte. Zudem, so Klaus-Dietmar Henke, sei Hitlers Zerstörungsbefehl angesichts des schnellen Vormarsches der alliierten Verbände und der nachlassenden Loyalität der Bevölkerung ohnehin zum Scheitern verurteilt gewesen. Heinrich Schwendemann zufolge hat Speer diese Umstände genutzt, um im Frühjahr 1945 die Grundlage für seinen eigenen Mythos nach 1945 in die Wege zu leiten: seiner Selbststilisierung zum „Retter Deutschlands“.
Der Militärhistoriker Rolf-Dieter Müller bewertet Speers Lavieren zwischen entschiedener Fortführung der Kriegsproduktion und des Krieges einerseits und seiner Strategie der „Lähmung statt Zerstörung“ als Versuch, „ohne direkte Konfrontation mit Hitler“, sich sowohl bei der Bevölkerung als auch den westlichen Alliierten als potentieller „Führer für die schwierige Zeit des Übergangs zu profilieren“. Entgegen den Darstellungen seiner Memoiren habe Speer bis zuletzt darauf gehofft, von Hitler zu seinem Nachfolger ernannt zu werden.

## Zerstörungen
Im Zusammenhang mit Hitlers Zerstörungsbefehlen wurden u. a. die Rheinbrücken von Basel bis zur Mündung in die Nordsee bis auf jene von Remagen gesprengt. Ein bekanntes Ereignis, das mit dem Nerobefehl in Verbindung gebracht wird, ist die Sprengung des Nordsüd-S-Bahn-Tunnels der Berliner S-Bahn unter dem Landwehrkanal, die am 2. Mai 1945 um 7:55 Uhr von der SS durchgeführt wurde und als Folge auch zu einer weitreichenden Flutung der U-Bahn führte.

## Bewertungen
Der Publizist Sebastian Haffner sah 1978 den Zweck von Hitlers Nerobefehl darin, „die Deutschen dafür zu bestrafen, daß sie sich für einen heroischen Endkampf nicht mehr willig genug hingegeben, also der ihnen von Hitler bestimmten Rolle zuletzt entzogen hatten“.
Der Historiker Heinrich Schwendemann erachtet Hitlers Nerobefehl als Ausdruck von dessen sozialdarwinistischer Leitlinie, die sein politisches Selbstverständnis seit den 1920er Jahren prägte. Es gelte zu kämpfen, notfalls bis zum „heroischen Untergang“. Wenn das deutsche Volk den Krieg verliere, habe es sich eben als das schwächere erwiesen.
Auch Ian Kershaw betont, wie „Hitler immer wieder die vollständige Vernichtung dem von ihm angestrebten totalen Sieg als Alternative entgegengesetzt“ habe. Dass Hitlers Zerstörungsbefehl in seiner ursprünglich vorgesehenen Dimension „nie in die Praxis umgesetzt“ wurde, hält Kershaw für „das erste deutliche Zeichen, daß Hitlers Autorität zu zerfallen begann, daß er seinen Willen nicht mehr durchsetzen konnte“.
Dagegen verweist der Militärhistoriker Richard Overy darauf, dass der Wortlaut des Befehls militärische Ausrüstung, Produktions- und Transportmittel betraf und damit konsistent mit der Vorgehensweise der Roten Armee während des deutschen Vormarsches war.